# Domestic Girlfriend
Domestic Girlfriend (яп. ドメスティックな彼女 Домэсутикку на канодзё, «Домашняя-девушка», сокр. «ДомэКано») — японская манга от автора Сасуга Кэй.

## Сюжет
Нацуо, ученик старшей школы, теряет девственность. Его партнёршу зовут Руи, которую он совсем не знает. Именно девушка была инициатором, заявив, что хотела просто получить знания о сексе. Она не собиралась заводить отношения с Нацуо. После этого его охватывает странное чувство. В основном это из-за того, что он предал любовь к своей учительнице Хине. Причудливая история любовного треугольника разворачивается, когда Нацуо, Руи и Хина становятся частью одной семьи! Он был шокирован, узнав, что его возлюбленная переедет к нему из-за того, что её мама выходит замуж за отца Нацуо, но это не единственная неожиданность. Оказывается, что Руи и Хина на самом деле сестры.

## Персонажи
Нацуо Фудзии (яп. 藤井 夏生 Фудзии Нацуо) — ученик старшей школы и начинающий писатель, полный творческих импульсов, но скрывающий его от всех своих друзей и одноклассников. После окончания средней школы он поступает в университет, где становится членом театрального клуба. Первое время занимает в кружке должность сценариста, но после инцидента с Хиной и её несостоявшимся парнем считает, что потерял навык к писательству и с помощью одной из актрис кружка переходит в актёры. Узнав от коллеги Руи, что её в Нью-Йорке травит один из наставников, вылетает к ней в Нью-Йорк и восстанавливает отношения.
Сэйю: Таку Ясиро
Руи Татибана (яп. 橘 瑠衣 Татибана Руи) — знакомая Нацуо. Она встретила его на вечеринке, откуда они решили убежать и потерять свою девственность вместе. Руи объяснила это тем, что она хотела испытать секс, и поскольку не была ни в кого влюблена, хотела попробовать с Нацуо. Она превосходный повар и не понимает чувства других людей, поэтому, живя с Нацуо и Хиной, она смущена всем происходящим вокруг неё и развитием «чувств» к Нацуо. Позже она решает пройти годичный курс обучения в Нью-Йорке. Рассталась с Нацуо, так как не хотела взваливать на него груз отношений на расстоянии и мешать его писательской деятельности. Вернула часы, которые Нацуо дал ей, как символ его приверженность их отношениям, она хранит ожерелье в виде полумесяца, которое Нацуо подарил ей как талисман удачи.
Пройдя год практики решает остаться в ресторане, но понимает, что всё ещё любит Нацуо и хочет быть с ним. В течение некоторого времени сталкивается с травлей на работе из-за своей национальности, о чём узнаёт Нацуо от бывшего коллеги Руи, с которым она уезжала в Нью-Йорк. Снова признаётся в любви Нацуо после того, как он прилетел за ней в Нью-Йорк.
Сэйю: Маая Утида
Хина Татибана (яп. 橘 陽菜 Татибана Хина) — преподаватель английского языка. Красива и общительна, полная противоположность своей сестры Руи. Её личная жизнь — беспорядок, она была вовлечена в роман с женатым мужчиной, а затем со своим сводным братом. В конце концов, она понимает, что её чувства к Нацуо так и не исчезли, поэтому решает бросить свою преподавательскую карьеру и вернуться в Токио, найдя там новую работу в отеле рядом с его университетом. Непродолжительное время ходила на свидания с человеком, которого рекомендовала её мать в качестве будущего партнёра для договорного брака. Расставшись с ним подвергается преследованию со стороны молодого человека. Дело дошло до того, что чуть не сойдя с ума, парень взял с собой нож и чуть не вонзил в спину Хины, но в последний момент её спас Нацуо, приняв удар на себя. После выздоровления брата решает жить с ним только в качестве старшей сестры, чтобы заботиться о нём. Всё ещё испытывает чувства к Нацуо.
Сэйю: Ёко Хикаса
Момо Касивабара (яп. 柏原 もも, Касивабара Момо) — ученица старшей школы, подруга и  одноклассница Руи и Нацуо, а также член литературного клуба. Очень любвеобильная и красивая девушка. Любимое хобби - делать друзьям странные игрушки. Стала лучшим другом Руи, которая подружилась с ней несмотря на гадкие слухи, который распускали о Момо. Практически с самого начала проявляет интерес к Нацуо, которого неоднократно пыталась соблазнить. Несмотря на весёлый и разгульный образ испытывает чувство одиночества, из-за чего время от времени прибегает к попыткам суицида через вскрытие вен. Прячет от всех шрамы, так как по её словам, парни сторонятся её, стоит им только их заметить. Во время выпуска ей признался в любви ученик классом младше, которому она ответила взаимностью.
Сэйю: Харука Ёсимура
Мию Асихара (яп. 葦原 美雨, Асихара Мию) — единственный член литературного клуба до прихода Нацуо, Руи и Момо. Скромная и тихая девушка. Влюблена в главу литературного клуба - Кирию. На последнем году решает стать не писателем, а редактором, что по её мнению поможет ей в будущем работать бок о бок с Кирией. Несколько раз собиралась с мыслями, чтобы признаться ему в своей любви, но в последние моменты всегда передумывала.
Сэйю: Кономи Кохара
Алекс Джей Мацукава — одноклассник Нацуо, Руи и Момо. Отец - американец, мать - японка. Гиперактивен. Как и его друзья, тоже член литературного клуба. Плохо учится практически по всем предметам кроме английского. Влюблён в Руи и несколько раз ходил с ней на свидания до начала их отношений с Нацуо. Также имеет любовь детства - Лилли.
Сэйю: Тасуку Хатанака
Рэйдзи Кирия (яп. 桐谷怜士, Кирия Рейдзи) — известный автор, издающийся под псевдонимом Ю Хасукава. Глава литературного клуба, а также кумир Нацуо. Отправил написанную Нацуо новеллу на конкурс Шинкошуа и та взяла первое место, после чего юным автором заинтересовался редактор одного издания. Знаком с первым парнем Хины, так как учился с ним в одной школе, но был на год старше.
Сэйю: Хикару Мидорикава
Масаки Кобаяси (яп. 小林 昌樹, Кобаяси Масаки) — владелец кафе Л'Амант (фр. Любовник). Сын главы якудзы и член этой группы. Открытый гей. После того, как он влюбился в другого члена Якудзы, Масаки решил уйти из группировки. Будучи владельцем кафе, в которое часто заходят главные герои, всегда старается дать им совет и по возможности приободрить. Спас Нацуо от бандитской расправы, в которую он влип, приютив у себя дома наркоманку.
Сэйю: Кэндзиро Цуда
Мао Кинаси (яп.木梨 まお, Кинаси Мао)  —  второгодка того же университета, в который поступил Нацуо. Учится на отделении бизнеса. Член драматического кружка. Есть младший брат Лео, работающий моделью. В детстве их мать вступала в связи с разными мужчинами или по долгу отсутствовала. Тогда маленькой Мао приходилось самой заботиться о брате. Во время одной из таких долгих отлучек матери за детей начали беспокоиться соседи и вызвали службу опеки. Маленьких Мао и Лео пристроили в храм, где они и росли. Когда у Нацуо закончились призовые деньги она предложила ему небольшую подработку, которая оказалась, хоть и физически тяжёлой, но с хорошей зарплатой.
Мияби Сэридзава (яп.芹沢 雅, Сэридзава Мияби) — актриса драматического кружка университета Мейдзи (в котором учится Нацуо). Со школьной скамьи увлечена театром и относится к нему чересчур серьёзно, за что не раз осуждалась одноклассницами, с которыми она начала своё становление в качестве актрисы. Первая её постановка в университете должна была пройти по сценарию Нацуо. Мияби сразу начала воспринимать Нацуо в штыки, считая, что он несерьёзно ко всему относится и хотела отказаться от роли. Однако увидев, с каким упорством Нацуо посреди ночи правит сценарий с помощью всего остального кружка, решила остаться  играть в его постановке и сменила отношение к нему. Спустя некоторое время поняла, что испытывает чувства к Нацуо и после того, как он решил стать актёром помогала ему с оттачиванием навыков. Во время тестовой постановки под видом своего персонажа призналась Нацуо в любви, но позже услышала, что тот всё ещё любит Руи.
Мисаки Огура (Огура Мисаки) — девушка, которую Нацуо встретил на групповом свидании, организованном его другом, Фумией. Напросилась на ночлег к Нацуо под предлогом того, что поссорилась с парнем и ей некуда податься из-за отсутствия даже жилья. Бывшая восходящая звезда модельного бизнеса. Из-за зависти других моделей к её красоте кто-то вылил неизвестную кислоту во флакон с её увлажнителем, который обжёг ей часть лица, включая и левый глаз. Теперь девушка прикрывает эту часть лица своей прической. После получения шрама все агентства отказались от её услуг в качестве модели. Перепробовала несколько работ, по собственным словам пробовала себя даже в секс-услугах. Ныне торгует наркотиками и сама их принимает. Была поймана некоей криминальной бандой на улице вместе с Нацуо. Подошедшие на помощь Масаки, его друзья и Хина спасли Нацуо и Мисаки от расправы. Согласилась пройти курс реабилитации и сейчас работает в кафе Л'Амант, куда её взял Масаки. Хочет получить квалификацию бариста.

## Медиа

### Манга
Издаётся в журнале Kodansha Weekly Shōnen. Kodansha USA публикует англоязычный перевод манги с помощью цифровой дистрибуции.

### Аниме
12 июля было объявлено о телевизионной адаптации, созданной на студии Diomedéa, премьера запланирована на 2019 год. Режиссёр Сёта Ихата, сценарий написал Тацуя Такахаси, дизайн персонажей создаст Наоми Идэ. Премьера аниме состоялась 11 января 2019 года, трансляция состоялась в программном блоке «Animeism» на MBS, TBS и BS-TBS.

#### Музыка
За музыкальное сопровождение отвечает композитор Масато Кода.
Начальная тема:
«Kawaki wo Ameku» — исполняет Минами
Завершающая тема:
«Wagamama» — исполняет Ариса Такигава

#### Список серий
| 1 | Почему бы тебе не остаться здесь со мной? «ここであたしと、してくんない？» (Koko de atashi to, shite kunnai?) | 11 января 2019  |
| Нацуо был влюблён в свою учительницу Хину, но девственности лишился с другой. Всё произошло из-за группового свидания. Одна девушка по имени Руи вела себя скованно, Нацуо также не нравилась сложившаяся атмосфера. Она предложила ему сбежать. Парень согласился, и Руи привела его к себе домой и предложила заняться сексом, чтобы узнать, как это. Нацуо принял предложение новой знакомой. После этого Руи сказала Нацуо делать вид, что они незнакомы. На следующий день в школе парень видит плачущую Хину и предлагает ей помощь. Она считает его слишком юным, чтобы понять причину её печали, что вызывает недовольство у юноши. Вечером отец Нацуо говорит сыну, что решил жениться. Его избранницей оказывается мать Руи и Хины. Парень упал в обморок, узнав об этом. | |                 |
| 2 | Ты это сделал? «もしかしてしちゃった？» (Moshi ka shite, shichatta?)                                          | 18 января 2019  |
| Жизнь Нацуо под одной крышей с девушкой, с которой он переспал, и её сестрой, которая ему нравится, нелегка. В соседнем классе появляется новенькая — Руи. Нацуо предлагает ей скрывать правду о браке родителей. Учительница Хина проявляет заботу о парне. Он и её просит держать в секрете, что они стали братом и сестрой. Дома она напивается и даже предлагает Нацуо свободно говорить по душам. Руи же отменно готовит, а вот после еды уходит в свою комнату. Нацуо снова видит Хину расстроенной и просит её признаться в том, что случилось. | |                 |
| 3 | Это правда? «やっぱり、ホントなんですか？» (Yappari, honto nan desu ka?)                                      | 25 января 2019  |
| Нацуо расстроен отношениями Хины с её парнем. Фумия поднимает ему настроение и рассказывает об интрижке одной из посетительниц. Нацуо понимает, что речь идет о Хине. Вечером, идя домой, он видит Хину рядом с чужой машиной. Ночью он просит, чтобы Хина рассталась со своим парнем, и целует её. Шокированная Хина даёт ему пощечину, но импульсивно продолжает поцелуй, однако, увидев страх в его глазах, прогоняет Нацуо и говорит, чтобы он не вмешивался в её жизнь. На следующий день Нацуо уходит из дома. Руи также покидает дом и встречается с ним в доме Фумии. Придумав, как разорвать отношения Хины с её парнем, Нацуо и Руи возвращаются домой. | |                 |
| 4 | Что насчет тебя? «どうなの、君は？» (Dōnano, kimi wa?)                                                        | 1 февраля 2019  |
| 5 | Ты не против, если я влюблюсь в тебя? «好きになってもい？» (Suki ni natte mo i?)                              | 8 февраля 2019  |
| 6 | Поцелуй меня прямо здесь «今ここでキスしみてなさい» (Ima koko de kisu shite minasa)                           | 15 февраля 2019 |
| 7 | Вот что значит встречаться, понимаешь? «付き合うって、こういうことだよ？» (Tsukiautte, kō yū koto da yo?)     | 22 февраля 2019 |
| 8 | Тебе необязательно быть взрослым «大人じゃなくていいです» (Otona janakute īdesu)                              | 1 марта 2019    |
| 9 | Можешь этого не говорить? «そんなこと、言わないで？» (Sonna koto, iwanaide?)                                  | 8 марта 2019    |
| 10 | Лжец «うそつき……っ» (Usotsuki...)                                                                             | 15 марта 2019   |
| 11 | Ты уверен? «ホントにいいの？» (Honto ni īno)                                                                  | 22 марта 2019   |
| 12 | Мне жаль. Я люблю тебя «ごめんね。愛してる» (Gomen ne. Aishiteru)                                             | 29 марта 2019   |

### Веб-видео
Веб-видео было выпущено в мае 2016 года на YouTube, одновременно с публикацией девятого тома манги. Оно позволяет зрителю влиять на историю, выбирая между двумя аннотациями, которые ведут к отдельным видео. Анна Конно озвучила в нём Хину и Ханами Нацумэ — Руи.

## Критика
Первый том был рассмотрен в Anime News Network тремя рецензентами. Ник Фриман посчитал, что любовный треугольник между сводными братом и сёстрами кажется надуманным и что включение половых отношений между ними было пустой тратой талантов Сасуги, но дополнял драму и комедию вместе с развитием персонажей. Ребекка Сильверман назвала настрой манги более взрослым «Мармеладным Мальчиком», но сказала, что манга менее мелодраматична из-за того, что Нацуо более заземлён и чувствителен. Эми МакНалти отметила многоуровневость реалистичности и мелодрамы манги, посчитав Руи самым запоминающимся персонажем, хотя Нацуо всё ещё реалистичен, заключив, что манга более честно эксплуатирует жанровые тропы.